# 복스홀름시

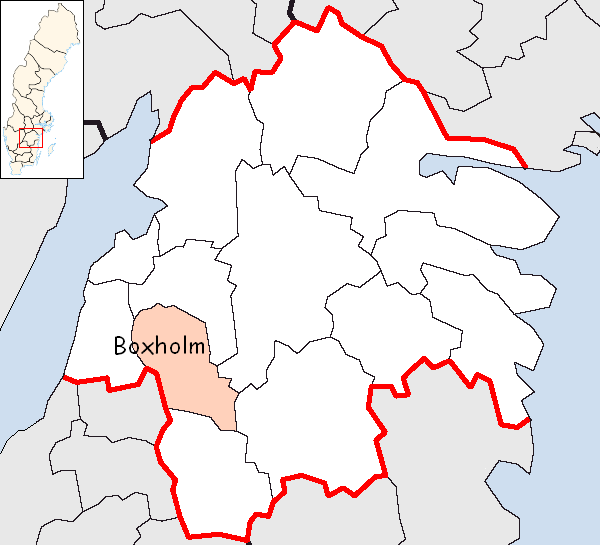
복스홀름 시의 위치

복스홀름시(스웨덴어: Boxholms kommun)는 스웨덴 외스테르예틀란드주에 위치한 지방 자치체로 행정 중심지는 복스홀름이며 면적은 603.87km2, 인구는 5,373명(2016년 12월 31일 기준), 인구 밀도는 8.9명/km2이다.

시 문장